# Paysandú (stad)
Paysandú is met zijn 73.272 inwoners de op twee na grootste stad van Uruguay, tenminste als de agglomeratie van Ciudad de la Costa buiten beschouwing wordt gelaten. De stad ligt op 378 km van de nationale hoofdstad Montevideo en is zelf de hoofdstad van het departement Paysandú, dat dezelfde naam draagt.
Gelegen aan de oostelijke oever van de rivier Uruguay beschikt Paysandú over een kleine jachthaven. Aan de overzijde van het water ligt de Argentijnse stad Colón. De twee steden worden verbonden door de brug Generaal Artigas.
In Paysandú vindt ook elk jaar de week van het bier plaats tijdens de paasvakantie. Het is het op een na grootste festival van Uruguay en er wordt natuurlijk veel bier gedronken. Verder treden er ook nationale en internationale artiesten op. 

## Geboren
- José María Medina (1921-2005), voetballer
- Walter Gargano (1984), voetballer
- Nicolás Lodeiro (1989), voetballer
- Maximiliano Gómez (1996), voetballer

## Galerij

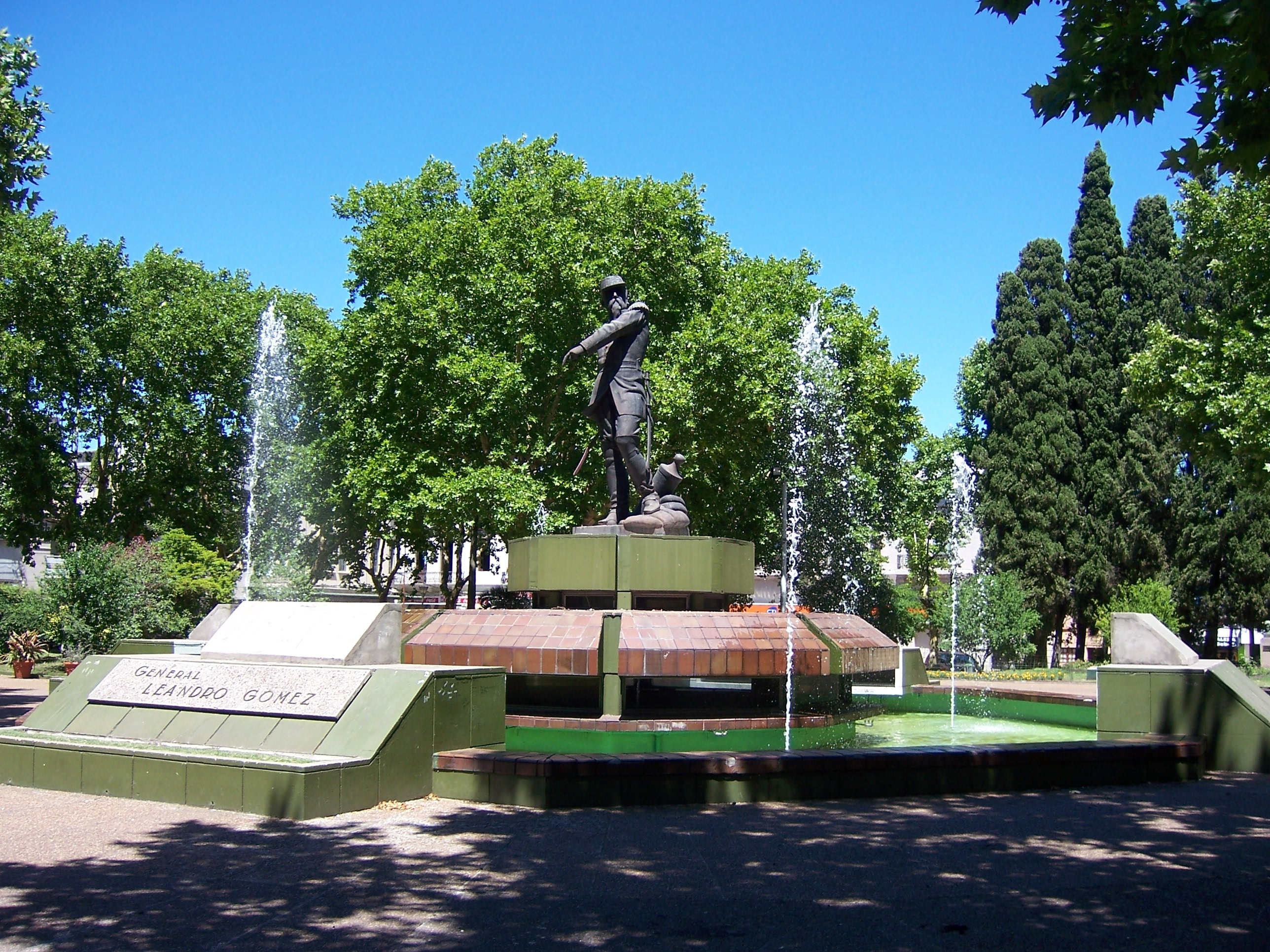
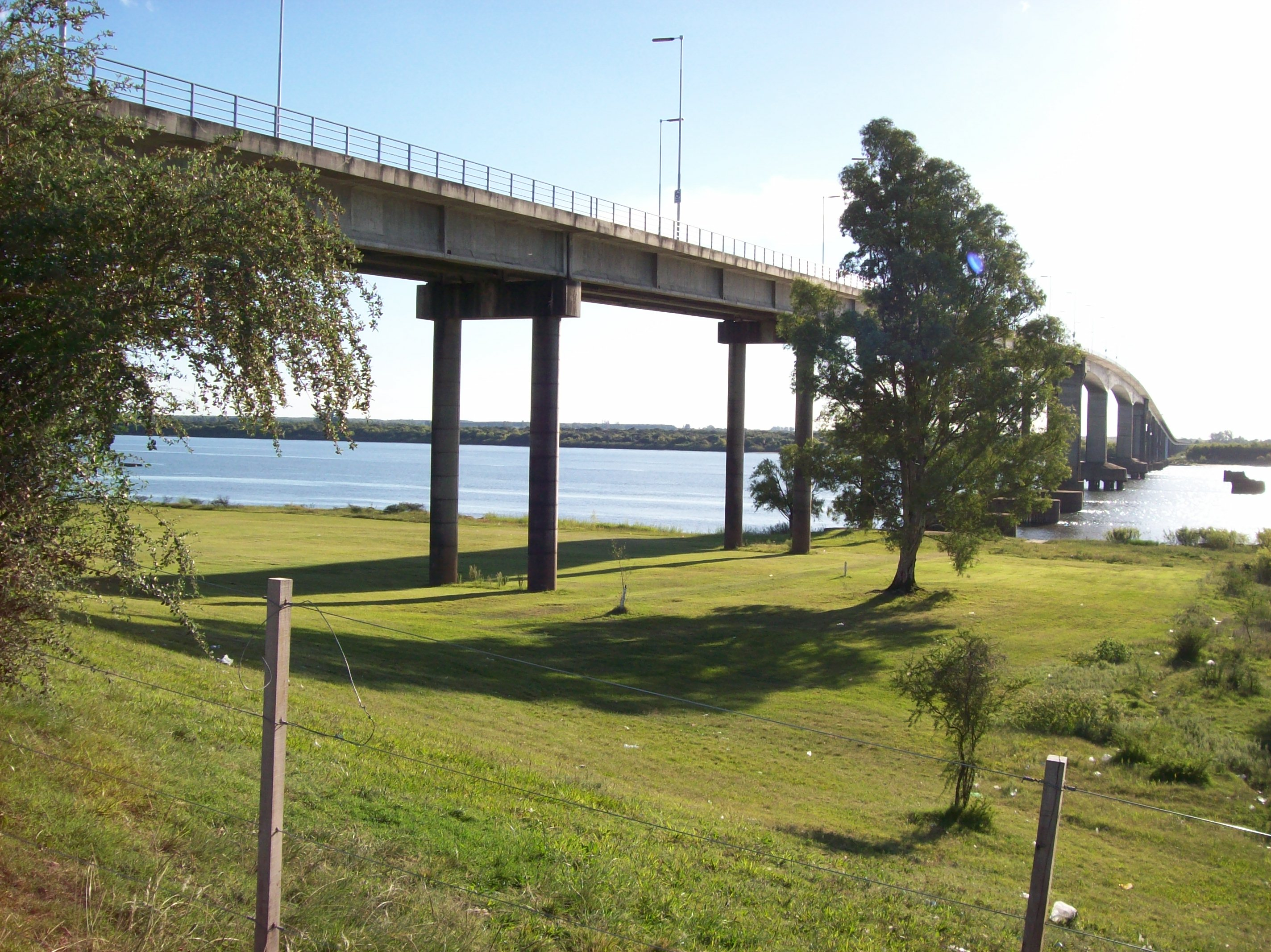

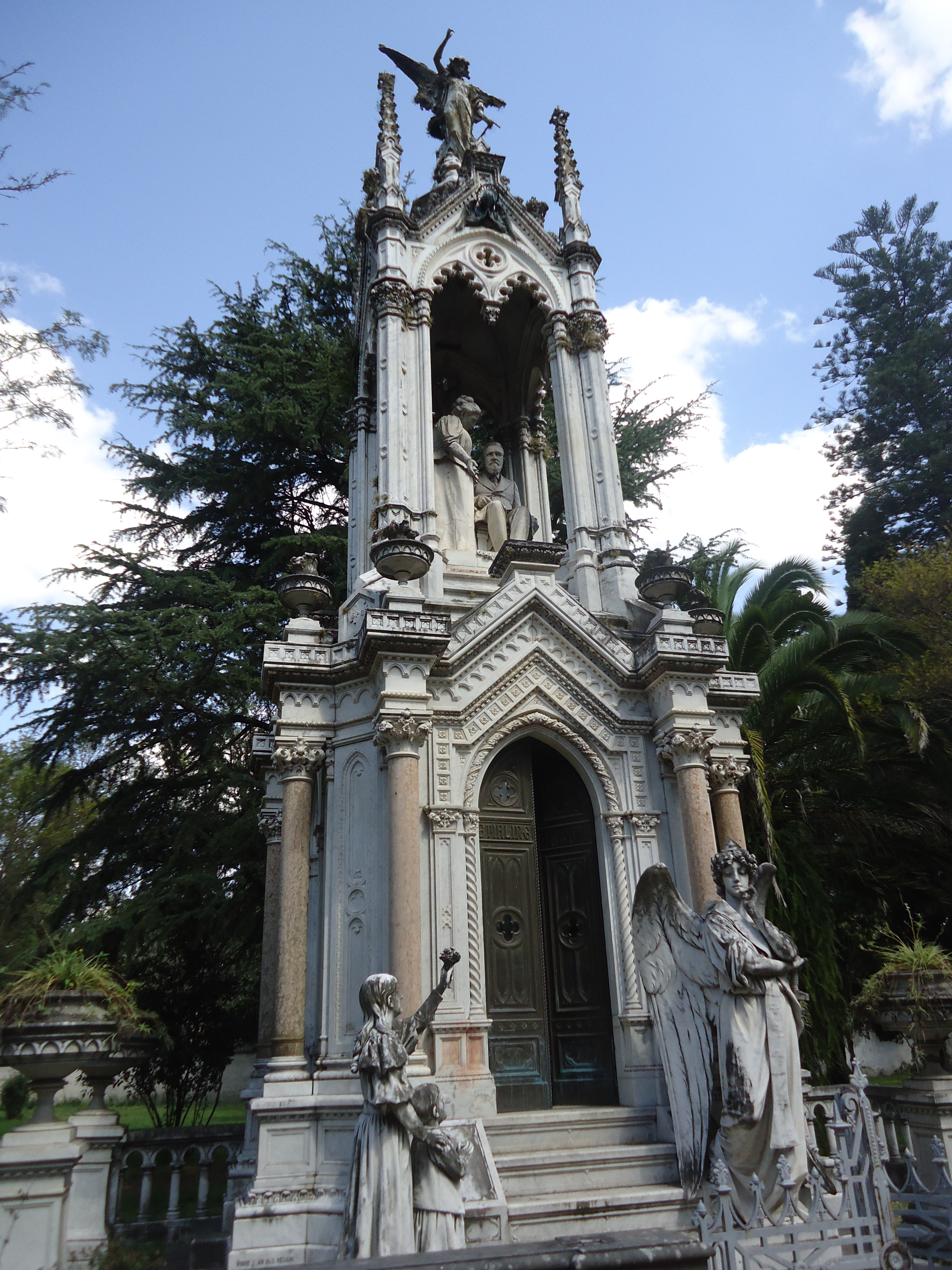